# Elżbieta Kryńska (ekonomistka)
Elżbieta Kryńska (zm. 11 sierpnia 2018) – polska ekonomistka, prof. dr hab.

## Życiorys
W 1996 r. habilitowała się na podstawie pracy zatytułowanej Segmentacja rynku pracy. Podstawy teoretyczne i analiza statystyczna. W 2002 r. uzyskała tytuł profesora nauk ekonomicznych. Pracowała na stanowisku profesora zwyczajnego w Społecznej Wyższej Szkole Przedsiębiorczości i Zarządzania w Łodzi, w OLYMPUS Szkole Wyższej im. prof. R. Kudlińskiego w Warszawie, w Instytucie Gospodarki Przestrzennej na Wydziale Ekonomicznym i Socjologicznym Uniwersytetu Łódzkiego i w Instytucie Pracy i Spraw Socjalnych.
Była członkiem prezydium Komitetu Nauk o Pracy i Polityce Społecznej PAN i Komitetu Prognoz "Polska 2000 Plus" PAN.